# Laura Rodríguez (actriz)
Laura Cristina Rodríguez Rojas (Santa Marta, Magdalena, 16 de septiembre de 1993) es una actriz y modelo colombiana. Conocida principalmente por su papel protagónico en la bionovela del Canal RCN, Amor sincero, basada en la vida de la cantante Marbelle; y en Diomedes, el Cacique de La Junta por interpretar a Lucía Arjona, primera esposa del cantante vallenato Diomedes Díaz en la juventud.

## Biografía
Nacida el 16 de septiembre de 1993 en Santa Marta, departamento del Magdalena, proviene de una familia paisa. Sus padres son Francisco Rodríguez y Janneth Rojas. Es la segunda de tres hermanas. Su primer papel en la novela Amor Sincero fue producto de un casting que el Canal RCN hizo a nivel nacional, luego de concursar con más de tres mil casting que fueron enviados logró quedarse con el coprotagónico que le dio vida a Mabelle de adolescente, con el cual debutó a nivel nacional. Es profesional en Comunicación Social y Periodismo del Politécnico Grancolombiano.
En el 2020 participó de la producción El Olvido que seremos de Fernando Trueba.

## Filmografía

### Televisión
| Año       | Título                            | Personaje                                        |
| --------- | --------------------------------- | ------------------------------------------------ |
| 2024      | Secuestro del vuelo 601           | Amparo                                           |
| 2023-2024 | Paraíso blanco                    | Nidia                                            |
| 2021      | El Cartel de los Sapos: el origen | Raquel Villegas                                  |
| 2019      | Un bandido honrado                | Sandra Rodríguez "La Pecosa"                     |
| 2018      | La mamá del 10                    | Policarpa 'Polita' Toro                          |
| 2018      | Garzón                            | Paola 'Matsy'                                    |
| 2016-2017 | La ley del corazón                |                                                  |
| 2016      | Sala de urgencias                 | Alina Caballero                                  |
| 2016      | Bloque de búsqueda                | Marìa Andrea Villa Bolívar                       |
| 2015      | Diomedes, el cacique de la junta  | Lucía Arjona (Joven)                             |
| 2014      | Manual para ser feliz             | Eva                                              |
| 2013      | Comando elite                     | Camarada Jazmín                                  |
| 2013      | Chica vampiro                     |                                                  |
| 2012-2013 | Pobres rico                       | La Chiquis                                       |
| 2012      | Contra las cuerdas                |                                                  |
| 2012      | Historias clasificadas            | Actuación especial                               |
| 2010-2011 | A corazón abierto                 |                                                  |
| 2010      | Amor sincero                      | Maureen Belkie Medina Caicedo "Marbelle" (Joven) |

### Cine
| Año  | Título                   | Personaje | Nota |
| ---- | ------------------------ | --------- | ---- |
| 2020 | El olvido que seremos    | Barbara   |      |
| 2019 | Al son que toquen bailo  | Elizabeth |      |
| 2006 | El culto de las asesinas | Ruth      |      |

## Premios y nominaciones
| año  | Categoría                                          | Telenovela o serie               | Resultado |
| ---- | -------------------------------------------------- | -------------------------------- | --------- |
| 2016 | Actriz/Actor Revelación del Año Telenovela o serie | Diomedes, el Cacique de La Junta | Ganadora  |